# Optus TV
Optus TV es la división de televisión por cable o satélite de Optus empresa australiana de telecomunicaciones, fundada en 1995.

## Historia
Su antecedente inmediato fue Optus Vision, una joint venture entre, Optus y US West con participaciones pequeñas entre las empresas de comunicaciones Publishing and Broadcasting Limited y Seven Network.
La empresa Optus Vision fue creada para gestionar la televisión por cable y telefonía local residencial, mientras que Optus se concentró en las empresas por satélite, de larga distancia y comunicaciones interestatales. Optus Vision utiliza una red híbrida de fibra óptica y cable coaxial para conectar a los hogares a su red. Optus Vision añadió acceso de banda ancha a internet por cable a su red.
Optus Vision utiliza la licencia de telecomunicaciones Optus como autorización para construir una red de cable. La red de Optus Vision se desplegó en Sídney, Melbourne y Brisbane.
El principal competidor de Optus Visión fue Foxtel, una sociedad mixta al 50/50 entre Telstra y News Corporation. Estas competían fuertemente en las áreas metropolitanas.
- Datos: Q4209865